# پلیمریزاسیون زنجیره‌ای

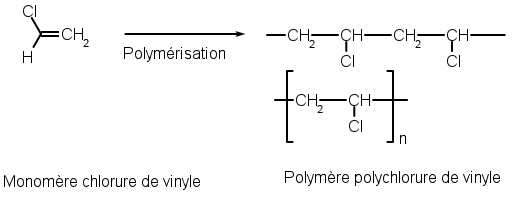
یک فرآیند پلیمریزاسیون

واکنش‌های پلیمریزاسیونی که با مکانیسم زنجیره‌ای انجام می‌شوند، واکنش‌هایی هستند که در آن‌ها از مونومر غیراشباع استفاده می‌شود. این‌گونه واکنش‌ها با ایجاد مراکز فعال به‌صورت شیمیایی، روی مولکول‌‌های انتخابی مونومرها آغاز می‌شوند. این مراکز فعال عموماً رادیکال‌های آزاد هستند ولی می‌توانند آنیون یا کاتیون نیز باشند و به سهولت با سایر مونومرها بدون غیرفعال شدن این مراکز واکنش دهند. بدین ترتیب، هر مرکز فعال سبب انجام واکنش تعداد زیادی از مولکول‌های مونومر می‌شود. این مولکول‌ها، به پلیمر در حال رشد اضافه شده و جرم مولی آن‌را افزایش می‌دهند. واکنش‌پذیری ذرات موجود، بالاست و در نتیجه، ثابت واکنش در این نوع پلیمریزاسیون که منجر به تولید سریع پلیمرهای دارای جرم مولی بالا در آغاز واکنش می‌شود، مقدار زیادی دارد. نتیجهٔ این امر، عدم وجود ذرات حد واسط بین مونومر و پلیمر در چنین سیستم‌هایی است.
واکنش‌های زنجیره‌ای به‌طور نامحدود ادامه نمی‌یابند، چون ماهیت رادیکال‌های آزاد یا مراکز یونی به گونه‌ای است که واکنش‌پذیری به تدریج در آن‌ها کاهش می‌یابد. برای مثال، در پلیمریزاسیون‌های رادیکالی، دو مولکول می‌توانند با یک دیگر ترکیب شده و هر دو مرکز رادیکالی را غیرفعال کرده و پیوند شیمیایی تشکیل دهند. همچنین آن‌ها می‌توانند به‌صورت نامتناسب واکنش دهند به‌طوری‌که یکی از گروه‌های انتهایی ایجادشده در دو مولکول، غیراشباع باشد. مراکز فعال می‌توانند موکول دیگری برای انجام واکنش (مانند موکول‌های حلال یا ناخالصی) بیابند و بدین ترتیب مرکز فعال، تخریب و رشد مولکول پلیمر متوقف می‌شود. پلیمریزاسیون زنجیره‌ای شامل سه مرحله است. این مراحل عبارت اند از آغاز، انتشار و پایان. از آن‌جا که روش رادیکال آزاد در پلیمریزاسیون زنجیرها از نظر تنوع و مقدار پلیمر تولیدشده در سال دارای اهمیت زیادی است، ابتدا این مکانیسم با جزئیات کامل مورد بررسی قرار می‌گیرد.

## مرحلهٔ آغاز
مونومرهای به‌کار رفته در پلیمریزاسیون زنجیره‌ای، غیراشباع هستند و در برخی از موارد، مونومرهای ونیل نامیده می‌شوند. به‌منظور انجام چنین پلیمریزاسیون‌هایی، مقادیر کمی از مواد آغازگر مورد نیاز است. این ترکیبات در اثر حرارت یا قرار گرفتن در معرض تابش الکترومغناطیس یا بخش آبی‌رنگ آن، به‌سادگی به‌صورت رادیکال‌های آزاد در می‌آیند.
دو آغازگر متداول برای این واکنش‌ها، بزوئیل پراکسید و آزوبیس‌ایزوبوتیرونیتریل هستند. علاوه بر نور و حرارت، اشعهY,X، روش‌های الکتروشیمیایی نیز می‌توانند موجب تشکیل رادیکال‌های آزاد شوند. البته این موارد در مقایسه با کاربرد بنزوئیل پراکسید یا AIBN به‌عنوان آغازگر از اهمیت کمتری برخوردارند. رادیکال آزاد ایجادشده به‌سرعت با مولکول مونومر واکنش داده و ذرات جدیدی را تولید می‌کند که خود، رادیکال آزاد هستند.
کارایی آغازگر، معیاری از تعداد رادیکال‌های ایجادشده و در نتیجه تعداد زنجیره‌های پلیمر تشکیل شده‌است. کارایی آغازگر برای پلیمریزاسیون وینیل، بین ۰/۶ تا ۱/۰ است. واضح است که کارایی نمی‌تواند به ۰/۱ برسد که این امر دلایل متعددی دارد. مهم‌ترین این دلایل، پدیدهٔ «اثر قفس» است. هنگام وقوع این پدیده، که رادیکال‌های آزاد جدید تشکیل‌شده قبل از این‌که فرصتی برای حرکت بیابند دوباره ترکیب می‌شوند.

## مرحلهٔ انتشار
این مرحله شامل مجموعه‌ای از واکنش‌هاست که در آن‌ها رادیکال آزاد موجود در انتهای مولکول پلیمر در حال رشد یا یک مونومر واکنش داده و طول زنجیرهٔ پلیمر افزایش می‌یابد.

## مرحلهٔ پایان
واکنش پلیمریزاسیون تا مصرف تمام مونومرها ادامه نمی‌یابد، چون رادیکال‌های آزاد موجود به قدری فعال هستند که راه‌های مختلفی برای استفاده از فعالیت رادیکالی خود پیدا می‌کنند. دو روش پایانی در پلیمریزاسیون‌های رادیکالی، ترکیب و تسهیم نامتناسب است. اولین روش هنگامی انجام می‌شود که دو ذره با یکدیگر واکنش داده و پیوندی ساده و محصولی مشخص،  ایجاد کنند.
دو رادیکال همچنین می‌توانند با مبادلهٔ هیدروژن واکنش داده و دو محصول ایجاد نمایند که یکی از آن‌ها اشباع‌شده و دیگری غیراشباع باشد.
انجام هر دو مکانیسم پایان، با بررسی تجربی اجزای آغازگر تشکیل‌دهندهٔ مولکول‌های پلیمر مورد تأیید قرار گرفته‌اند. بدین ترتیب، زنجیر پلی‌استایرن به‌طور عمده در اثر ترکیب و زنجیر پلی متیل متاکریلات در اثر واکنش تسهیم نامتناسب در دمای بالاتر از C°۶۰ پایان می‌یابند.